# 佐世保市の歴史
佐世保市の歴史（させぼしのれきし）では、現在の長崎県佐世保市に属する地域の歴史を詳述する。なお、行政区域の変遷については親記事を参照されたい。

## 概説
現在の佐世保市域に人類が住み始めたのは有史以前、旧石器時代からで、世界最古であった縄文土器が出土した泉福寺洞窟（豆粒文土器）・福井洞窟（隆起線文土器）・直谷岩陰・岩下洞穴・下本山岩陰等の洞窟・岩陰遺跡があり、その数は全国最多を誇る。相浦地域に於いて自然水銀 ・角水銀鉱・辰砂・黒辰砂（自然水銀よりも希少）の4種全てを国内で唯一産出し、黒曜石・サヌカイト・肥前六方石の産地でもあり、前記の遺跡群と共に、膨大な量の縄文土器・石鍋・石器類が出土し縄文土器の編年にも寄与するなどした門前遺跡 （国内最古の建築形式である胴張形掘立柱｛エンタシス｝建物跡・国内最古の木棺墓｛朝鮮半島より古い｝ ・透かし彫り装飾板など）と竹辺（武辺）遺跡群 ・小野遺跡群・大潟遺跡群・宮の本遺跡（独自のイモガイ文化）・大野台遺跡・四反田遺跡など日本史を解明する上で重要な遺跡が相浦（相神浦）を中心とした旧北松浦郡地域に偏在する。
現在の佐世保市域は、古代中世には肥前国に属し松浦郡と彼杵郡にあたる。
奈良時代に編纂された肥前国風土記によれば、現在の早岐地域付近に速来津姫 をいただく土蜘蛛と呼ばれる土着豪族があり、景行天皇に真珠を差し出し恭順したという。なお、同風土記には、早岐の特産品としてワカメが挙げられている。
平安時代の松浦郡相神浦地域には武辺胤明と相神浦氏の存在が見られる。平安末期、一族不和のため相神浦城城主の相神浦堅物が小城郡多久に移住し、名字も「相浦」と改めた。現在も北多久に相ノ浦という地名と相神浦から勧請した飯盛神社（相神浦権現）がある。
鎌倉時代になると松浦党が北松浦半島周辺に勢力を広げ、室町時代になると本家にあたる宗家松浦氏が相浦付近に武辺城を築いて一帯を支配した。一方、同族のうち現在の市域中心部に拠った者が佐世保城 を築き、佐世保姓を名乗った。古文書には佐世保城主として「佐世保清」「佐世保諫」等の名が残っている。
戦国時代には平戸松浦氏・宗家松浦（相神浦松浦）氏・旧東彼杵郡域を領有していた大村氏等が激しく争いを繰り広げ、最終的には現市域の大半が平戸松浦氏の支配に帰し（→平戸藩｛宮地区は大村氏〈→大村藩〉・宇久地区は宇久氏改め五島氏〈→福江藩〉が支配｝）、そのまま廃藩置県に至った。
江戸時代には平戸往還が整備され、中里・佐世保・早岐に本陣が置かれた。この当時は相神浦（現在の相浦）と早岐に比較的大きな集落がある以外は農漁村地帯が広がっており、新田開発も各地で行われた。藩内で採れる石炭を、相神浦の港（賎津浦）から製塩の中心地であった本州・四国の瀬戸内海沿岸地域に輸出し財を築いた、塩屋松五郎・恋塚左平・草刈太一左衛門がいる（いずれも相神浦の人物）。
平戸松浦藩9代藩主松浦清（静山）の随筆「甲子夜話」には、江戸中期享保時代（1720年頃)の藩内の名物として「針尾駒、早岐白荒生、焼酎。権成寺蓮、同浦白和布。三河内陶器。日宇真綿。佐世保葛粉。相神浦上米。知見寺の鶉、賎津浦伊勢海老。同浦恵美須嶋釣針松。白魚川白魚、鮎」と記してある。
明治時代に入ると海軍において九州西部に軍港の建設が求められた。いくつかの候補のうちから「廻れば七里」と謳われた日本最大の天然の良港である佐世保湾に面した、当時人口千人余りの寒村だった東彼杵郡 佐世保村 が適地とされ、鎮守府の設置決定以後急速に海軍施設と街の整備が進められた。1902年には村から一足飛びに市制を施行 、玉屋に代表されるように市民の8割が、同じ旧肥前国である隣の佐賀県からの移住者であった。九州でも五指に入る大都市として発展していくが、第二次世界大戦末期に空襲で市中心部が焦土と化し、終戦と海軍解体とともに人口の急減をみた。これは市民の殆どを占めた移住者が転出したためである。
戦後、公選初代の市長中田正輔を中心に旧軍港市転換法による佐世保港の商港への転換と九十九島を中心とした西海国立公園の指定による観光地としての基盤整備を図るが、朝鮮戦争勃発とともに米軍を中心とした国連軍の朝鮮戦線に向けての前進基地として再び軍港としての機能を担うことになり、現在まで米軍及び海上自衛隊を中心とした軍港としての機能と商港としての機能の棲み分けが大きな課題となっている。

### 地名の由来
郷土史家の澤正明は、佐世保という地名は松浦氏の一族とみられる“佐世保氏”の名前に由来するとして、現在も松浦市内に佐世保田代や佐世保崎という小字が残っていることから、15世紀に松浦氏が拠点を松浦市から相浦地区に移したときに一緒に移動してきた一族の「佐世保氏」の名前が定着したとしている。
一方、坂田直士の説では、狭い川瀬を意味する「狭瀬（させ）」に、保は中世の荘園公領制の国衙との関わりで成立した「保」がついたと推定している。
他にも「サセブ」と称する植物が繁茂した様子を由来とする説やアイヌ語由来の説などが云われており、はっきりとした事は判っていない。

## 年表（長崎県）

### 中世
- 1179年（治承3年）
  - 相神浦城主の相神浦堅、一族不和のため小城郡多久原(現在の佐賀県多久市北多久)に移住[17]。
- 1202年（建仁2年）
  - 下松浦党の祖である松浦直の長男御厨清の系譜にある相神浦松浦家（宗家松浦氏）の4代当主・堯（めぐる）が武辺城を築城。
- 1457年（長禄元年）
  - 宗家松浦氏第13代当主の松浦親、武辺城を本城とする。朝鮮と年1回の歳遣船派遣について条約を結ぶ。
- 1490年（延徳2年）
  - 宗家松浦氏14代当主の松浦丹後守定、大智庵城（佐世保市瀬戸越）を築城。また宗家松浦氏の菩提寺として教法寺を創建。当初は宗家松浦氏の居城である大智庵城の城下に建てられていたが、建立後まもない1498年（明応7年）に同城が落城した際に兵火にかかり焼失、その後現在地に移った。
- 1498年（明応8年）
  - 宗家松浦氏の拠る大智庵城を平戸松浦氏の松浦弘定・松浦興信が攻略し、宗家松浦氏15代当主の政が敗死する。宗家松浦氏の後ろ盾であった少弐氏の勢力も低下していたことも敗因の一つだった。政の子・幸松丸は平戸に拉致されるが、政の旧臣に助けられ、有田の唐船城に移り、そこで成人し、親（ちかし）を名乗る。なお『壺陽記』によれば、1512年8月2日、平戸松浦弘定がキ坪城への政の攻撃への報復をしたとあり、年代が一致しない[27]
- 1531年（享禄4年）
  - 宗家松浦氏16代当主の松浦親、平戸松浦氏と和解し、旧領を回復する。
- 1535年（天文4年）
  - 松浦親、飯盛城を築城。この頃、大内氏が少弐氏を滅ぼし、平戸松浦との対立が再燃する。
- 1542年（天文11年）
  - この年から1544年にかけて平戸松浦隆信が飯盛城を攻める。有馬氏の仲介で和睦。
- 1560年（永禄3年）
  - 松浦隆信は武雄の後藤貴明と同盟を組み、惟明を後藤への養子にする。
- 1563年（永禄6年）
  - 龍造寺隆信が有馬氏を降すと、再び平戸松浦隆信・松浦鎮信は後藤貴明とともに飯盛を攻める。宗家松浦氏が平戸松浦氏に降る。
- 1578年（天正6年）
  - 養父である後藤貴明との戦いから逃れて松浦家に戻り、日宇地域を預かった惟明は、白岳神社を建立する。
- 1586年（天正14年）
  - 松浦氏と大村氏、舳の峯峠（重尾町と瀬道町の境）に境界を確定する。

### 近世
- 1608年（慶長13年）
  - 相神浦（相浦）洪徳寺住職の亀翁良鶴が長崎へ行き晧台寺を創建。長崎地域における仏教敷衍のため。
- 1650年（慶安3年）
  - 平戸藩が中野（現在の平戸市）から陶工を三川内山へ移す（現在の三川内焼のおこり）。
- 1688年（元禄元年）
  - 平戸藩七浦奉行の山下庄左衛門、藩命により江迎で酒造業を始める（現在の潜龍酒造）。
- 1784年（天明4年）
  - 福石観音堂、平戸藩主松浦清（静山）により再建される。
- 1812年（文化9年）
  - 伊能忠敬が平戸藩領沿岸を測量、相神浦（現在の佐世保市相浦地域）で文化10年の新年を迎える。
- 1850年（嘉永3年）
  - 吉田松陰が平戸遊学に向かう途上、佐世保に立ち寄り、教法寺を訪れる。
- 1866年（慶応2年）
  - 平戸藩が相神浦・早岐周辺14ヶ村を管轄する相神浦筋郡代役所を中里に設置。翌年現在の谷郷町に移る。

### 明治・大正時代
- 1883年（明治16年）
  - 8月：第三海軍区の軍港選定のため、東郷平八郎少佐を艦長とする軍艦第二丁卯が大村湾測量班を乗せて佐世保浦を訪れる。[28]
- 1886年（明治19年）
  - 4月21日：「第三海軍区鎮守府」を佐世保に置くことが決定される。
- 1889年（明治22年）
  - 7月1日：海軍佐世保鎮守府が開庁する。初代鎮守府司令長官は赤松則良中将が任命される。（開庁式典は翌年4月に挙行）
  - 大阪と佐世保港の間に初の民間航路が開通。
- 1896年（明治29年）
  - 親和銀行の源流となる第九十九国立銀行の佐世保支店が開業。
- 1897年（明治30年）
  - 7月10日：九州鉄道が早岐駅まで開業。（現市域内初の鉄道）
- 1898年（明治31年）
  - 1月20日：九州鉄道早岐駅～佐世保駅間が開通、佐世保駅開業。
- 1900年（明治33年）
  - 佐世保駅～八幡町に定期乗合馬車の運行が開始される。
  - 5月：岡本貯水池竣工。
  - 10月22日：皇太子（大正天皇）が来佐。
- 1902年（明治35年）
  - 黒島天主堂竣工。
  - 4月1日：市制施行。東彼杵郡佐世保村から町を飛び越して一気に市となる。県内では長崎に次ぐ都市に（当時の人口45,766人）。市制反対の意思を示していた一部の地域を分離し、東彼杵郡佐世村が発足。[23]
- 1905年（明治38年）
  - 日露戦争当時の連合艦隊旗艦三笠が佐世保港内で爆発事故により沈没。瞬時に沈没し339人が殉職。翌年浮揚して修理（1908年修理完了）。
- 1906年（明治39年）
  - 8月19日：大阪電灯が福石免（現九州電力佐世保営業所の場所）に発電所を設置し給電開始（市内初の電灯事業）。
- 1907年（明治40年）
  - 第九十九国立銀行を佐世保銀行と改称、本店を佐世保に移転。
  - 8月：与謝野鉄幹ら「五足の靴」一行が来佐。
  - 9月：海軍水道からの分与により、市内に水道管からの水道水の供給を開始。
  - 9月13日：ペスト流行のため、下矢岳町全域167棟を焼却（～20日）。跡地は練兵場となる（現在は佐世保中央インターチェンジ）。
- 1908年（明治41年）
  - 3月：山の田水源池ダム・浄水場が竣工。
- 1920年（大正9年）
  - 人口が87,022人となり、全国で21位の都市となる[29]。
  - 2月10日：西肥自動車創立、佐世保と相浦・早岐・大野を結ぶ3路線で営業開始。
  - 3月27日：佐世保軽便鉄道（のちの佐世保鉄道）相浦駅～柚木駅間が開業。現在の松浦鉄道西九州線の前身となる。
  - 10月20日：九州では初めての百貨店となる「デパート田中丸呉服店」が栄町に鉄筋4階建てで開業。現在の佐世保玉屋。

### 昭和時代
- 1927年（昭和2年）
  - 3月1日：佐世保市営バス（当時は市役所土木課自動車係）が堺木～日宇間他で運行開始。
- 1928年（昭和3年）
  - 8月29日：佐世保市歌（初代）を制定。
- 1931年（昭和6年）
  - 12月8日：三浦町教会天主堂竣工、献堂式が行われる。
- 1932年（昭和7年）
  - 5月25日：三浦環が来佐、佐世保会館で昼夜2回の公演を行う。会費1円50銭。
- 1935年（昭和10年）
  - 3月16日 - 佐世保会館で映画を上映中に火災が発生。火災自体はフィルムを焼く程度であったが、館内がパニック状態となり死者1人、重軽傷者数10人を出す惨事となった[30]。
- 1939年（昭和14年）
  - 9月7日：佐世保商業銀行と佐世保銀行が合併し、親和銀行が創立される。資本金310万円。
- 1941年（昭和16年）
  - 12月：市内針尾島の針尾送信所が真珠湾攻撃開始の暗号通信「ニイタカヤマノボレ一二〇八」を送信。（太平洋に展開する空母信濃に対し送信したのではなく、主にアジアに展開する旧日本陸海軍への伝令であったという説が有力。
- 1945年（昭和20年）
  - 6月28日：佐世保大空襲。死者1,225名、焼失家屋約12,000戸。罹災者6万余人。焼失面積54万坪。市内全戸数の35%が全焼。市役所、公会堂、郵便局、電話局、警察署、学校、玉屋デパートなどは、コンクリートの外郭を残すのみとなった。
  - 9月10日：連合軍が佐世保に上陸。
  - 9月20日：米軍佐世保進駐部隊最高指揮官のビル中将、輸送艦オーバンにて佐世保港に入港。
  - 10月14日：針尾島浦頭に初の外地からの復員者・引揚者上陸。以後、1955年4月までに約140万人が上陸、大村線南風崎駅から専用列車で帰郷した。
  - 11月24日：針尾島の海兵団跡地（現在のハウステンボスの場所）に佐世保引揚援護局を設置。
  - 12月31日：市内の大塔町付近にあった弾薬庫で爆発事故が発生（金山弾薬犠牲者碑参照）[31]。
- 1946年（昭和21年）
  - 3月11日：NHK佐世保放送局が開局。
  - 12月7日：ソ連地区引揚第1船、北満州地区の避難民6,127人を乗せ大連から佐世保港に帰着。
- 1947年（昭和22年）
  - 4月24日：復員輸送のため国鉄が南風崎駅から早岐経由で東京・上野までの臨時列車を運行。
  - 7月4日：アメリカ独立記念日、軍楽隊を先頭に米軍が市内を行進。
- 1948年（昭和23年）
  - 佐世保市保健所が県より移管され発足。
  - 8月：東京～長崎間（早岐経由）に客車準急が1往復運行開始。佐世保市内に入る初の優等列車となる。翌年9月に急行格上げ。
  - 9月11日：全市豪雨水害、死者71名、負傷701名、床上浸水5,762戸。
- 1949年（昭和24年）
  - 5月24日：昭和天皇が全国巡幸の途次佐世保入り（昭和天皇の戦後巡幸）。引揚者住宅や工場などを視察。奉迎場は佐世保市民運動場[32]。
- 1950年（昭和25年）
  - 5月15日：佐世保引揚援護局閉鎖。開局以来139万1,000人と遺骨4万柱を迎え入れる。
  - 6月4日：旧軍港市転換法住民投票実施。投票率89.43%、賛成率97.31%。
  - 6月29日：戦後はじめて佐世保に空襲警報が発令される（朝鮮戦争の影響）。
  - 11月2日：東京～長崎間（早岐経由）の客車急行に「雲仙」の愛称が与えられる。
- 1952年（昭和27年）
  - 3月：日米行政協定により米海軍基地に指定。
  - 4月1日：市制施行50周年記念式典。現行の2代目佐世保市歌を制定。
- 1953年（昭和28年）
  - 海上警備隊佐世保地方総監部を設置。
  - 3月10日：ハンバーガーショップ「ブルースカイ」が創業。（ハンバーガーショップの発祥店とされている）
- 1954年（昭和29年）
  - 4月：ラジオ佐世保が開局。（同年10月ラジオ長崎と合併しNBC発足）
  - 10月1日：東京～佐世保間の特殊列車（元の連合軍専用列車）を通常の急行列車とし、「西海」の愛称を付ける。初の佐世保駅発着優等列車。
- 1955年（昭和30年）
  - 国道35号と佐世保駅前広場の拡張工事竣工。
  - 3月10日：紋珠岳炭鉱の炭住街で火災。14棟を全焼、162世帯被災。
  - 3月16日：九十九島を含む西海国立公園が18番目の国立公園に指定される。
  - 4月16日：大雨により日宇の佐世保炭鉱ボタ山が崩壊。炭鉱住宅9棟（49世帯）が埋没、死者73名、負傷者5名を出す大惨事となった。
  - 12月1日：西海橋が開通。
- 1956年（昭和31年）
  - 4月：戦後初めてプロ野球チーム「西鉄ライオンズ」、「東映フライヤーズ」を招き、オープン戦を光月町にあった市民グランド（現在の体育文化館の場所）で行う。
- 1957年（昭和32年）
  - 佐世保駅前に地下街が設けられる。（2002年5月閉鎖）
  - 7月25日：大雨で被害甚大、災害救助法が適用される。
- 1958年（昭和33年）
  - 12月23日：NHK佐世保テレビ局開局。
- 1959年（昭和34年）
  - 2月：NBC佐世保テレビ局開局。
  - 8月31日：香港の海運会社社長菫浩雲に戦後初めての名誉市民章を授与。
  - 9月22日：佐世保～博多に気動車準急「弓張」が運行開始。
- 1960年（昭和35年）
  - 4月2日：佐世保市繁華街で火災。子供4人焼死、84世帯被災。
- 1961年（昭和36年）
  - 5月25日：佐世保市亜熱帯動植物園開園（県内初の本格的動植物園施設）。
- 1964年（昭和39年）
  - 11月12日：米海軍原子力潜水艦シードラゴンが寄港（日本への初めての原潜寄港）[33]。激しい抗議集会が開かれデモ隊と機動隊が衝突。全学連300人が突破行動を決行、乱闘を繰り広げた。
- 1965年（昭和40年）
  - 5月9日：弓張岳頂上の展望台が竣工し、落成式が行われる。
  - 10月1日：国鉄ダイヤ改正で東京～佐世保間の寝台特急列車「さくら」と新大阪～佐世保間の昼行特急列車「みどり」が新設され、佐世保駅に発着する初めての特急列車となった。
- 1966年（昭和41年）
  - 3月：NHK佐世保放送局カラーテレビ放送開始。
  - 12月：NBC佐世保放送局カラー放送開始。
- 1967年（昭和42年）
  - 7月9日：昭和42年7月豪雨で被害大、死者29名、負傷者270名、床上浸水6,125世帯、床下浸水7,462世帯、流失家屋236戸に及んだ。特に佐世保川流域に被害は甚大だった。
  - 8月31日：7月9日の水害で大きな被害を受けた国鉄柚木線が復旧されないままこの日限りで廃止される。
- 1968年（昭和43年）
  - 1月19日：原子力空母エンタープライズ佐世保に入港。このとき全日本学生自治会総連合による入港阻止闘争が日本全国で発生（エン・プラ事件）。
  - 1月21日：エンプラ入港反対集会、9,800余名参加。デモ隊の先頭に全学連が立ち、佐世保橋にて警官隊と衝突、40名が基地内に侵入して逮捕される。
  - 5月7日：原潜異常放射能で科学技術庁が平常の10～20倍、測定と発表。
  - 8月：佐世保市の花をキョウチクトウに決める（しかし毒性のある花であることが問題となり、市制100年目の2002年4月にカノコユリへと変えられる）。
- 1969年（昭和44年）
  - 1月：テレビ長崎佐世保支局できる（県内民放2局目、4月1日放送開始）。
  - 9月7日：第24回国民体育大会夏季大会の水泳競技開会式が相浦総合グランドプールで行われる。皇太子夫妻（当時）が臨席。
  - 10月29日：国民体育大会開会式に出席した天皇・皇后が佐世保市総合グラウンド庭球場などに行幸[34]。
  - 11月9日：「合唱・管弦楽による『西海讃歌』」（作曲團伊玖磨、原詩藤浦洸）、佐世保市民会館で初演。
- 1970年（昭和45年）
  - 2月25日：佐世保北高校の卒業式で、一部の生徒が卒業式を妨害し逮捕される。
- 1971年（昭和46年）
  - 12月17日：佐世保刑務所が稲荷町から浦川内町へ移転[35]。
  - 12月25日：国鉄世知原線と臼ノ浦線が廃止される。
- 1972年（昭和47年）
  - 3月15日：市内の国鉄線で蒸気機関車の定期運転が終了、全てディーゼル機関車・気動車による運転となる。
  - 名切地区の中央公園に隣接する形で、佐世保市交通公園が開園。
- 1973年（昭和48年）
  - 泉福寺洞窟から世界最古の土器、豆粒文（とうりゅうもん）土器が発見される。
- 1974年（昭和49年）
  - 6月：ジャスコ佐世保店オープン。
  - 8月：長崎県の北部の高等学校としては初めて「夏の高校野球選手権」の西九州代表として「佐世保工業高校」が甲子園大会に出場する（1回戦で敗退）
  - 12月21日：現市庁舎が竣工。
- 1976年（昭和51年）
  - 7月：米海軍佐世保基地が「米海軍佐世保弾薬廠」に整理縮小。
  - 7月1日：国鉄佐世保線の電化工事が完成し、電車特急「みどり」が小倉・博多～佐世保間で運転開始。博多～佐世保間で約20分の所要時間短縮となった。
- 1977年（昭和52年）
  - 2月15日：冷え込み厳しく-6.1度を記録。水道管破裂等により、2万世帯断水。
  - 2月22日：佐世保市立日宇中学校で、夜11時40分頃火災発生。校舎6棟と近くの民家を全焼。10数戸一時避難。
  - 11月30日：佐世保～伊万里間を結ぶ有料道路国見道路が開通。（2007年11月30日に無料化）
- 1978年（昭和53年）
  - 8月27日：上原町で小学生4人がパン運搬車で熱死。
  - 10月16日：佐世保重工業にて原子力船むつが原子炉遮蔽改修工事を行うため入港（～1982年）。
- 1980年（昭和55年）
  - 7月1日：「米海軍佐世保弾薬廠」は、4年ぶりに「米海軍佐世保基地」に復活。
- 1982年（昭和57年）
  - 3月18日：佐世保重工業ドックでインド船籍のタンカーから出火。10人焼死。
- 1983年（昭和58年）
  - 3月21日：米空母エンタープライズ再入港（5日間寄港）。約3億4千万円の特需。
  - 4月8日：佐世保市博物館島瀬美術センター竣工。
  - 9月7日：佐世保市を含む衆議院長崎2区（当時）選出の石橋政嗣が日本社会党委員長になる。
  - 10月1日：米原子力空母カールビンソン、佐世保に寄港。
- 1984年（昭和59年）
  - 5月：浦頭引揚記念平和公園の建設費募金活動の為、引揚者である歌手渡辺はま子を招く。
- 1985年（昭和60年）
  - 8月：アメリカ色を前面に打ち出した西海アメリカンフェスティバルが、3日～4日の2日間米海軍佐世保基地「ニミッツパーク」で開かれ約20万人の人出となる。以後恒例行事となるが、2003年以降はアメリカ同時テロの余波で中止。
  - 9月13日：佐世保橋（海軍橋）が現在の片側3車線の橋に架け替えられ、開通式が行われる。
- 1986年（昭和61年）
  - 5月3日：浦頭引揚記念平和公園が完成、記念式典に1,600人が出席。
  - 8月24日：米戦艦ニュージャージー、佐世保に寄港。
- 1988年（昭和63年）
  - 3月24日：西九州自動車道武雄佐世保道路の波佐見有田IC～佐世保大塔IC間供用開始。
  - 4月1日：九州旅客鉄道（JR九州）松浦線を転換して松浦鉄道が開業。

### 平成時代
- 1989年（平成元年）
  - 5月：市の木をハナミズキに決める。
  - 8月4日：高校総体女子バレーボール競技で初優勝した九州文化学園高校の選手が市内をパレード。
- 1990年（平成2年）
  - 3月6日：市立総合病院落成式。（19日に旧病院から患者を移送、22日に新病院開院）
  - 4月1日：長崎文化放送開局、佐世保に支局を設ける。（県内民放3局目）
- 1991年（平成3年）
  - 4月1日：長崎国際テレビ開局（長崎局と同時開局）
  - 4月1日：長崎県立国際経済大学を長崎県立大学に改称。
  - 9月27日：佐世保市付近に台風19号上陸。
- 1992年（平成4年）
  - 3月25日：ハウステンボスがオープン。
- 1993年（平成5年）
  - 7月28日：佐世保市沖で漁船が沈没。9人死亡。
  - 12月定例市議会よりテレビ佐世保において本会議の中継を開始。
- 1994年（平成6年）
  - 4月1日：佐世保市立図書館改築竣工。
  - 9月6日：記録的な少雨による渇水のため、この日から全市内において給水制限が行われる（翌1995年4月25日まで）。
- 1995年（平成7年）
  - 4月30日：第25代市長に光武顕（元衆議院議員）が就任する。
- 1996年（平成8年）
  - 7月19日：「世界・焱の博覧会[36]」が開幕（～同年10月13日まで）。市内には三川内、ハウステンボスの2ヶ所の地域サテライト会場が開設された。
  - 11月：第1回きらきらフェスティバル開催。
- 1997年（平成9年）
  - 12月12日：佐世保市民文化ホール（旧海軍佐世保鎮守府凱旋記念館）が国の登録有形文化財に登録される。
- 1998年（平成10年）
  - 4月17日：西九州自動車道佐世保道路の佐世保大塔IC～佐世保みなとIC間供用開始。
- 1999年（平成11年）
  - 2月20日：「ふるさとダービー佐世保」を佐世保競輪場にて開幕。4日間の総売上247億円。
  - 3月13日：長崎～佐世保を約1時間20分で結ぶ気動車特急「シーボルト」（2往復）が運行開始する。（利用客振るわず、2003年3月14日限りで廃止）
- 2000年（平成12年）
  - 3月10日：寝台特急「あかつき」の佐世保発着がこの日限りで廃止され、対本州直通優等列車及び夜行列車の市内乗り入れがなくなる。
  - 4月:県北初となる四年制私立大学長崎国際大学が開学。
  - 11月：YOSAKOIさせぼ祭りが「おくんちさせぼ祭り」から独立して単独開催開始。
- 2001年（平成13年）
  - 3月1日：市内三浦町に多目的ホールアルカスSASEBOがオープン。
  - 3月16日：親和銀行と九州銀行（第二地方銀行、本店は市内島瀬町）が持株会社方式による経営統合を合意。
  - 11月9日：テロ対策特別措置法成立に伴い、海上自衛隊の護衛艦と補給艦がインド洋へ向けて佐世保基地を出航。
  - 12月26日：佐世保駅の高架化が完成し、新駅舎での営業を開始。
- 2002年（平成14年）
  - 市制100周年を迎え、全国豊かな海づくり大会等の各種記念事業を行う。
  - 4月1日：親和銀行と九州銀行が経営統合、九州初の金融持株会社として株式会社九州親和ホールディングスを設立。両行合わせ預金量約2兆5千億円、業務純益約200億円の当時県内最大の金融グループが誕生した。
- 2003年（平成15年）
  - 2月26日：ハウステンボスが会社更生法適用申請（負債2,289億円）。
  - 7月28日：平成15年度全国高等学校総合体育大会（2003年長崎ゆめ総体）開会。佐世保市では女子バレーボールほか5競技を行う。
- 2004年（平成16年）
  - 3月26日：第35回春の高校バレー大会で男子の佐世保南高校と女子の九州文化学園高校がいずれも優勝。同一市内高校の男女アベック優勝は史上初。
  - 6月1日：佐世保小6女児同級生殺害事件発生。
- 2005年（平成17年）
  - 1月10日：一般世帯のごみ収集を有料化。指定ごみ袋とごみ処理券（一定数まで無料配布、超過分有料）の組み合わせによる全国でも珍しい方式での導入となった。
- 2006年（平成18年）
  - 3月5日：新西海橋開通。
  - 5月25日：米海軍空母エイブラハム・リンカーン寄港。
  - 11月6日：米海軍空母キティホーク寄港。1年に2度の空母寄港は16年ぶり。
- 2007年（平成19年）
  - 2月24日：米海軍空母ロナルド・レーガン寄港。
  - 4月30日：第28代市長に朝長則男が就任。
  - 7月22日：市内を放送区域とするコミュニティ放送局のFMさせぼ（はっぴぃ!FM）が開局。
  - 8月29日：九州親和ホールディングス、ふくおかフィナンシャルグループへの傘下企業株式譲渡（同年10月1日付）と会社清算を臨時株主総会で決める。
  - 11月23日：少雨による渇水のため、吉井・世知原・宇久を除く市内全域で減圧による給水制限を開始。
  - 12月14日：名切町にあるスポーツクラブでルネサンス佐世保散弾銃乱射事件が発生。死者2名、負傷者6名を出した。
- 2008年（平成20年）
  - 3月26日：小佐々地区以外の減圧給水制限解除を決定。（小佐々地区は4月25日に解除）
  - 4月1日：長崎県立大学と西彼杵郡長与町の県立長崎シーボルト大学を統合して新設された長崎県立大学が開学。
  - 11月14日：大塔町に県内初となる「ドン・キホーテ佐世保店」がオープン。
  - 12月：市が発行する敬老乗車証・福祉乗車証（西肥バス・市営バスの市内路線乗車可）を長崎スマートカードと同等のICカード式に変更。
- 2009年（平成21年）
  - 1月1日：ごみ処理券を廃止し指定ごみ袋の購入補助券を各世帯に一定数配布する方式に変更。補助券がない場合は処理手数料を上積みした額で購入することになる。
  - 3月21日：前年にノーベル化学賞を受賞した下村脩（少年時代に佐世保に在住）を市の名誉市民とし、この日顕彰式を行う。
  - 4月19日：定額給付金に関連して佐世保市商店街連合会が市内店舗等で通用する同年10月18日までの期間限定商品券「させぼ振興券」を発売。
  - 7月16日：第45回献血運動推進全国大会をアルカスSASEBOで開催。臨席のため皇太子徳仁親王が来佐。
  - 7月18日：西海パールシーリゾートがリニューアルオープン。水族館「海きらら」を開館。
  - 11月21日：市役所三川内支所隣に市内の特産品の展示販売を行う「させぼ物産みかわち振興センター『させぼ四季彩館』」を設置、営業開始。
- 2010年（平成22年）
  - 3月20日：西九州自動車道佐世保みなとIC～相浦中里IC間供用開始。
  - 10月1日：佐世保市総合教育センター（少年科学館など併設）が旧市立保立小学校跡地に開館。
- 2011年（平成23年）
  - 4月1日：佐世保市亜熱帯動植物園を西海国立公園九十九島動植物園に改称。
  - 9月13日：西九州自動車道相浦中里IC～佐々IC間供用開始。市内区間が全通。
- 2012年（平成24年）
  - 8月29日：ロンドンオリンピックアーチェリー女子団体で銅メダルを獲得した早川漣（佐世保商業高校勤務）に佐世保市民栄誉賞を授与。
  - 10月25日：第10回全国和牛能力共進会「和牛の祭典 in ながさき」、ハウステンボス第1駐車場をメイン会場として開催（～29日まで）。
- 2013年（平成25年）
  - 11月2日：三ヶ町商店街の再開発ビル「サンクル」のオープニングセレモニーが行われる。
  - 11月29日：新港町に市中心部としては初の大型商業施設「させぼ五番街」が開業。
- 2014年（平成26年）
  - 7月26日：佐世保女子高生殺害事件発生。
  - 10月13日：第69回国民体育大会（長崎がんばらんば国体）の佐世保市での競技開始。22日まで正式競技8種目が行われた。
- 2015年（平成27年）
  - 4月1日：佐世保港国際ターミナル（葉港テラス）供用開始。
  - 4月1日：九十九島動植物園を指定管理者管理へ移行。
- 2016年（平成28年）
  - 4月1日：中核市へ移行。
  - 4月25日：佐世保市内の旧大日本帝国海軍に関する近代化遺産を含めた「鎮守府 横須賀・呉・佐世保・舞鶴～日本近代化の躍動を体感できるまち～」と三川内焼を含めた「日本磁器のふるさと 肥前～百花繚乱のやきもの散歩～」が日本遺産として文化庁より認定を受ける。
- 2018年（平成30年）
  - 1月29日：佐世保市内に本店を置く長崎県民信用組合と佐世保中央信用組合が合併、西海みずき信用組合が発足。
  - 3月27日：陸上自衛隊相浦駐屯地に水陸機動団が編成される。
  - 4月20日：九十九島の世界で最も美しい湾クラブへの加盟が承認される。
  - 6月30日：佐世保市内の「黒島の集落」を含む長崎と天草地方の潜伏キリシタン関連遺産、第42回世界遺産委員会において世界遺産（文化遺産）への登録決定。
- 2019年（平成31年）
  - 1月12日：西九州させぼ広域都市圏の連携協約締結式を実施。
  - 3月23日：この日限りで佐世保市交通局の路線バス運行を終了、西肥自動車と同社から受託するさせぼバスによる運行へ一本化。

### 令和時代
- 2019年（令和元年）
  - 8月27日：長崎県内が前線の影響による大雨に見舞われ、佐世保市内の江迎川が氾濫。江迎地区に避難指示、同地区を除く市内全域に避難勧告が出される。
  - 12月28日：名切地区の再開発事業に伴い、佐世保市交通公園が閉園。[37]
- 2020年（令和2年）
  - 2月26日：針尾島の江上交差点が暫定立体化。[38]
  - 8月4日：針尾島の浦頭地区に国際ターミナルの佐世保クルーズセンターが完成。新型コロナウィルス感染症の流行により、併用を見送り。[39]
  - 10月1日：佐世保市に本店を置く親和銀行が、同じくふくおかフィナンシャルグループの傘下である十八銀行（長崎市）と合併し、十八親和銀行が発足。
  - 11月11日：相浦地区へのイオン九州誘致において地権者で構成された相浦土地改良区が解散の方針を発表。[40][41]
  - 12月1日：長崎県警察佐世保警察署（天満町）が同相浦警察署と統合し、佐世保市民会館跡地（花園町）への移転する方針を発表。[42]
- 2021年（令和3年）
  - 2月12日：佐世保市の重工業産業の中核を成す佐世保重工業（SSK）が新造船事業の休止を発表。[43]
  - 2月23日：世界遺産「長崎と天草地方の潜伏キリシタン関連遺産」を構成する黒島天主堂の修復工事が完了。[44]
  - 3月4日：在日米軍崎辺海軍補助施設（崎辺地区東側）が佐世保市に返還。[45]
  - 3月22日：佐世保玉屋一帯の再開発事業のための「栄・湊地区市街地再開発準備組合が発足。[46]
  - 3月28日：俵ヶ浦半島に九十九島観光公園（野崎町）が開園。[47]
  - 4月28日：「福井洞窟」の出土品、復元模型、発掘調査資料などを展示した博物館、福井洞窟ミュージアムが開館。[48][49]